# Saudades da Terra
Saudades da Terra es un manuscrito de seis tomos redactado entre 1586 y 1590 por el religioso azoriano Gaspar Frutuoso, y es la publicación más extensa y detallada sobre la Macaronesia del siglo XVI.
El padre Gaspar, quien fue teólogo por la Universidad de Salamanca, dedicó gran parte de su vida a la redacción de esta extensa obra, que contiene todo tipo de información sobre las formas de vida de las gentes macaronésicas. Se considera la única obra de este autor, ya que murió cuando su publicación siguiente, Saudades do Céu, apenas era un esbozo.

## Contenido
Saudades da Terra se compone de seis livros:
- Libro I, 32 capítulos sobre los archipiélagos de Canarias y Cabo Verde. A este último sólo le dedica un capítulo. No está claro que el padre Gaspar viajase a Canarias, y más improbablemente a Cabo Verde, por lo que la información puede proceder de un trabajo de documentación y no de observación directa.[2] Aun así, es de contenido valioso. Sobre las islas el padre Gaspar describe su naturaleza, su comercio y su población. Los temas relacionados que trata: Cristobal Colón, el Tratado de Tordesillas, las relaciones Castilla-Portugal, la expedición de Magallanes-Elcano, el mito de Atlántida, etc.
- Libro II, 51 capítulos sobre Madeira
- Libro III, 26 capítulos sobre la isla de Santa María, Azores
- Libro IV, 113 capítulos sobre su isla natal, San Miguel, Azores
- Libro V, se provoca una ruptura en la línea temática de la obra para presentar una narración caballeresca titulada História dos dois amigos da ilha de São Miguel
- Libro VI, sobre las islas de Terceira, Fayal, El Pico, Flores, Graciosa y San Jorge

Uno de los rasgos más característicos de la escritura frutuosiana es su voluntad de perfección, que se traduce en la calidad formal del estilo de sus descripciones. Aborda la demografía, la economía, el comercio, las costumbres y demás cultura